# 住宅開発庁
住宅開発庁（じゅうたくかいはつちょう、英: Housing & Development Board、マレー語: Lembaga Pembangunan dan Perumahan、建屋发展局（拼音: Jiànwū Fāzhǎn Jú）、タミル語: வீடமைப்பு வளர்ச்சிக் கழகம்）は、公共住宅の供給を担う、シンガポールの法定機関であり、国家開発省の管下にある。1960年代におけるシンガポール国内のスコッターやスラム街を一掃し、国が建設する安価なマンションに移住させたことで知られる。2010年代現在、HBDが供給する公共住宅に入居するシンガポール人の割合は8割を超えている。
HDBが供給する住宅は、HDBフラット、HDB住宅、または単にHDBと呼ばれる。HDB住宅はシンガポールの象徴であり、2013年より利用が開始された第3世代10セント硬貨に代表されるように、シンガポールドルの硬貨・紙幣にはHDB住宅があしらわれたものが多数発行されている。

## 沿革
1959年に自治権を得てからすぐ、シンガポールは住宅不足という重大な問題に直面した。第二次世界大戦による建設費用の下落と大規模な損害が戦前から続いていた住宅不足に拍車をかけたのだった。例えば、1947年の住宅委員会 (British Housing Committee) の報告書では、「世界で一番最悪なスラム街―「文明社会に対する屈辱」―の内の一つが」シンガポールにあり、同年時点の建物1軒当たりの人口密度は18.2人であると記されていた。なお、この頃は高層建築物などは珍しかった。この住宅問題は1959年まで残されていた。HDBの文書によれば、1966年時点で30万人が郊外のスコッターに住み、25万人が中心地区のごみごみとしたショップハウスに住んでいた、と推定されている。1959年の選挙活動において、人民行動党 (PAP) は、住宅問題への早急な対応が必要であると認識し、もし選出されれば低コストの住宅を貧困層に提供すると公約した。結果として、PAPは選挙で勝利し、内閣が組閣されるとすぐさま住宅問題の解決に乗り出した。まず政府は、シンガポール改良信託を住宅開発庁に再編する法律、1960年住宅開発法 (Housing & Development Act of 1960) を通過させた。
リム・キムサンの指導の下、国家建設中は、できるだけ多くの低コスト住宅を建設することが最優先課題と定められ、五か年計画が始動した。最初期の住宅は、専ら、低所得者層向けの賃貸住宅としてであった。さらに、低所得者層が賃貸としてでなく、持ち家として持てるように、持ち家計画 (The Home Ownership for the People Scheme) が1964年に導入された。この制度はインフレーションに対する防護として働き、持ち家がある国民に経済的保障をもたらした。さらに4年後となる1968年には、中央積立基金の積立金を前払いに利用できるようになった。

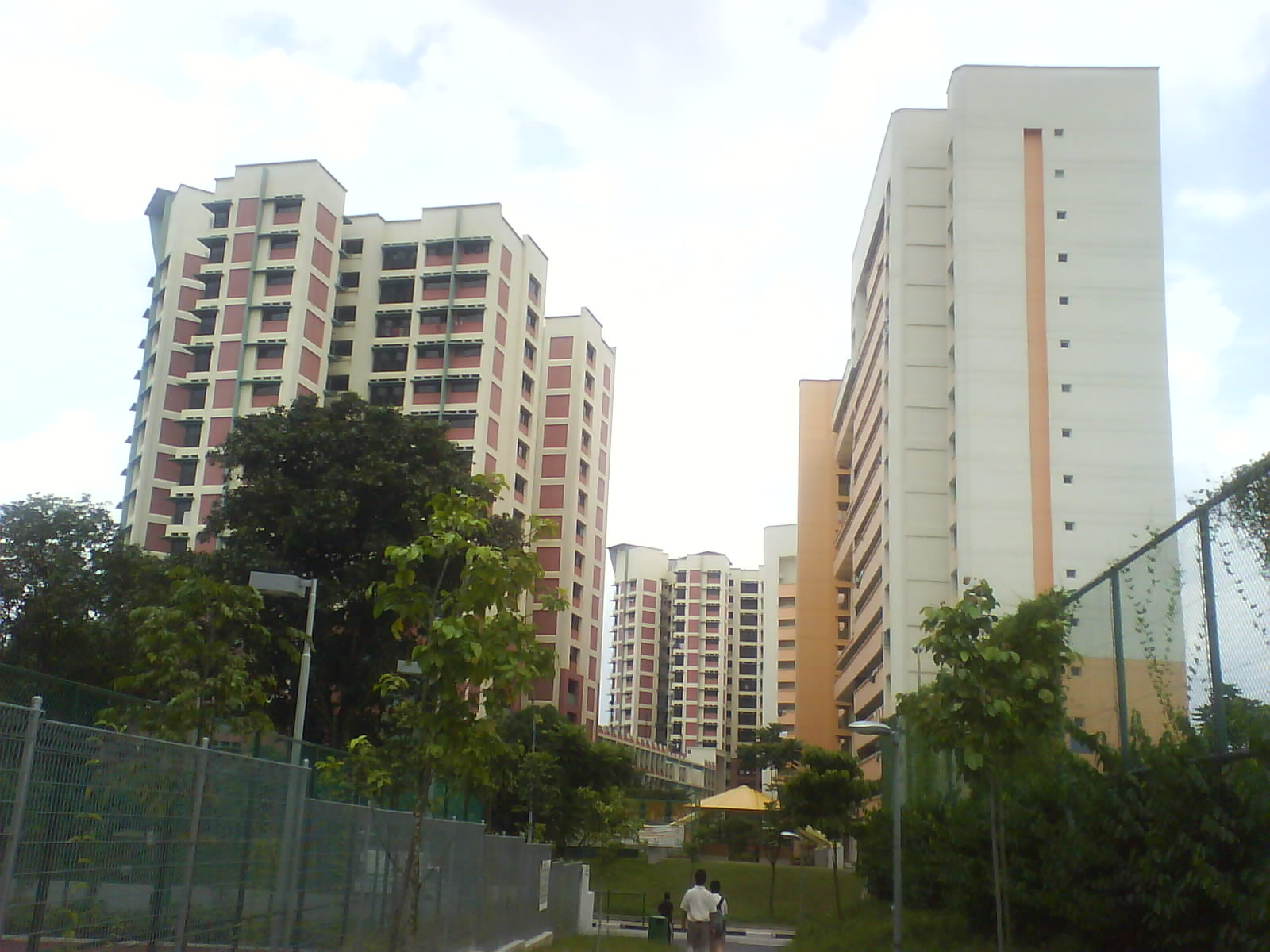
ジューロン・ウェストのHDBフラット

HDBは1960年代には14万7000戸、つまり年間1万4000戸の住居を建設する必要があると推定していた。しかし、民間では、年間2500戸分のリソースしかなく、完成した建屋も低所得者層向けとは大きくかけ離れていた。結果として、HDBは最初の5年間で、51,031戸の住居を建設した。土地に限りがあるため、高層の高密度マンションが選択された。
1989年には、人種統合を推進するための政策、民族統合政策 (Ethnic Integration Policy, EIP) が導入された。これは社会的葛藤を引き起こす可能性のある社会階層化を防ぐために、様々な民族が一棟の、そして一つの街区に混在するようにするものである。EIPでは、各街区単体と隣接する街区との纏まり単位で、居住する民族比率の上限を定めている。
1990年代からは、既存の古い建物の更新に注力し、Lift Upgrading Programme などが実施されている。これにより、従来では、数階飛ばしのエレベーターのみが設置されていたのが、全ての階に止まるエレベーターなどの設備が新しく設置されるようになった。
2003年には、HDBの建築・開発部門が株式会社化され、HDB株式会社 (HDB Corporation Pte. Ltd.) となった。HDB株式会社はその後、サーバナ株式会社 (Surbana Corporation Pte. Ltd.)と再度改称されている。

## 註釈
1. ↑  その内訳は、当時家がなかった人のために8万戸、中央地区の再開発で2万戸、人口増加で4万7000戸である[9]。